# Лентварис (деревня)
Лентварис (лит. Lentvaris) — деревня в Лентварском старостве, в Тракайском районе Вильнюсского уезда Литвы. Располагается на северной части города Лентварис.

## Физико-географическая характеристика
Деревня Лентварис располагается на северной части города Лентварис. В южно-восточной части деревни находится озеро Лентварис, а также устье реки Сайде. Включает в себя 3 улицы: Tiškevičių gatvė (улица Тышкевичей), Kalnų gatvė (Горная улица) и Paežerės gatvė (Приозёрная улица).

## История
Деревня Лентварис как отдельный населённый пункт под названием Ф. Лантварово упоминается на Российских картах 1860, 1872 годов, под названием D.Landwarów упоминается на Польских картах 1925 и 1933 годов, под названием Ландворово на Советских картах 1940 года, под современным названием Лентварис на картах 1985 и 1990 годов.

## Население
| 1905                           | 1931 | 1959 | 1970 | 1979 | 1989 | 2001 | 2011 | 2021 |
| ------------------------------ | ---- | ---- | ---- | ---- | ---- | ---- | ---- | ---- |
| 107                            | 215  | 379  | 239  | 183  | 161  | 142  | 137  | 137  |
| Гистограмма динамики населения |      |      |      |      |      |      |      |      |